# Мэги, Элизабет
Эли́забет «Ли́ззи» Дж. Фи́ллипс, урождённая Мэ́ги (англ. Elizabeth «Lizzie» J. Phillips, née Magie) — американская разработчица игр. Создала игру «Землевладелец» (The Landlord’s Game), предшественницу «Монополии».
Элизабет Мэги родилась в Кантоне (штат Иллинойс) в 1866 году. Последовательница экономиста Генри Джорджа.

## Изобретение «Монополии»
Изначально изобретённая Мэги игра, известная как «Землевладелец», стала популярна среди её друзей во время проживания в Брентвуде, штат Мэриленд. В этот период жизни Мэги попыталась в первый раз запатентовать свою настольную игру — 23 марта 1903 года, тогда она обратилась в Бюро по регистрации патентов и торговых марок США. 

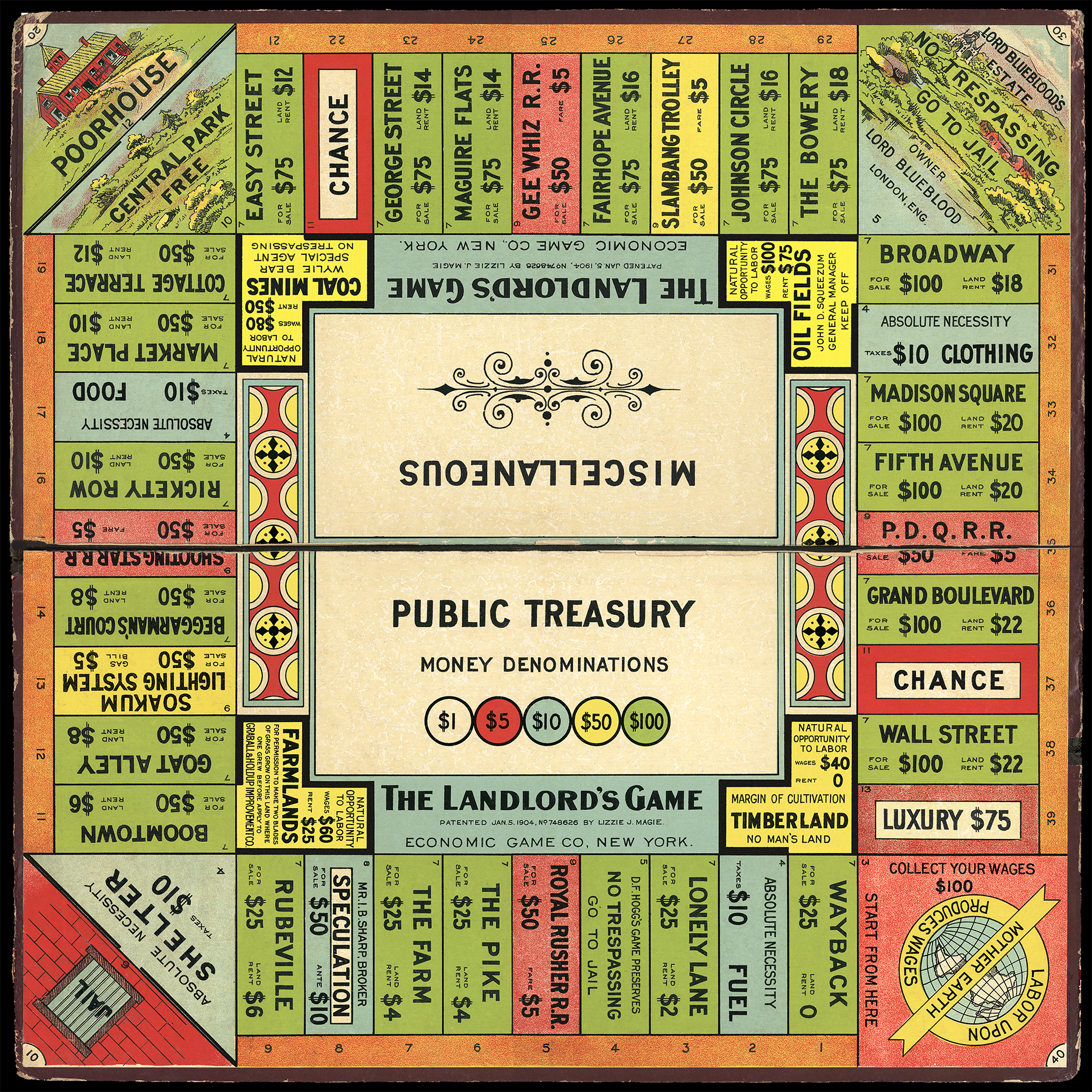
Игровое поле «Землевладельца», созданное в 1906 году

 Эта игра была создана, чтобы показать, какие нежелательные экономические эффекты приносит монополия на землю и как земельный налог помогает справиться с ними. 5 января 1904 года Мэги получила Патент США № 748 626 (англ.).
В 1906 году она переехала в Чикаго. В том же году она и участники сообщества джорджистов создали компанию Economic Game Co., чтобы опубликовать первую версию игры «Землевладелец». В 1910 году Мэги вступила в брак с Альбертом Филлипсом, компания Parker Brothers опубликовала её юмористическую карточную игру «Имитация суда» (Mock Trial). В 1912 году игра «Землевладелец» была издана в Шотландии компанией Newbie Game Co под именем «Братец Кролик и братец Лис». Хотя в инструкции было указано, что она защищена британским патентом, нет свидетельств, что это действительно так.
Мэги и её муж вернулись на Восточное побережье США и запатентовали переработанную версию игры в 1924 году (Патент США № 1 509 312 (англ.)). Так как срок её первого патента истёк в 1921 году, этот поступок является попыткой восстановить свои права на игру, в которую теперь играли в некоторых колледжах, где студенты делали свои копии. В 1932 году вашингтонская компания Adgame выпустила второй вариант игры «Землевладелец»; вероятно, это вторая попытка Мэги опубликовать игру за свой счёт. Эта версия содержала две игры: также прилагались дополнительные правила для игры «Процветание» (Prosperity).
В 1936 году в вашингтонской газете вышло интервью с Мэги, в котором она несколько раскритиковала Parker Brothers, после чего эта компания согласилась издать ещё две её игры.
Parker Brothers выпустили последние созданные Мэги игры «День распродажи» (Bargain Day) и «Люди короля» (King’s Men) в 1937 году, а также третью версию «Землевладельца» в 1939 году. В игре «День распродажи» покупатели соревнуются друг с другом, делая покупки в универмаге; «Люди короля» — абстрактная стратегическая игра. Сохранилось мало копий игры «Землевладелец», изданных Parker Brothers, но «День распродажи» и «Люди короля» менее редки.
Мэги умерла в Арлингтоне, Вирджиния, в 1948 году.